# Microcerella coniceti
Microcerella coniceti är en tvåvingeart som beskrevs av Mariluis 2006. Microcerella coniceti ingår i släktet Microcerella och familjen köttflugor. Inga underarter finns listade i Catalogue of Life.